# ليمبياتي
ليمبياتي Limbiate، مدينة إيطالية في مقاطعة منزا وبريانسا بإقليم لومبارديا، وتقع على بعد حوالي 15 كم إلى الشمال من مدينة ميلانو. عدد سكانها 32.680 ومساحتها 12.4 كيلومتر مربع.

## السكان
في سنة 1861 بلغ عدد السكان 2٬547 نسمة، وتطور العدد ليصل في سنة 2011 لـ 33٬903 نسمة.
يظهر هذا المخطط البياني تطور النمو السكاني لـ ليمبياتي